# 土耳其航空

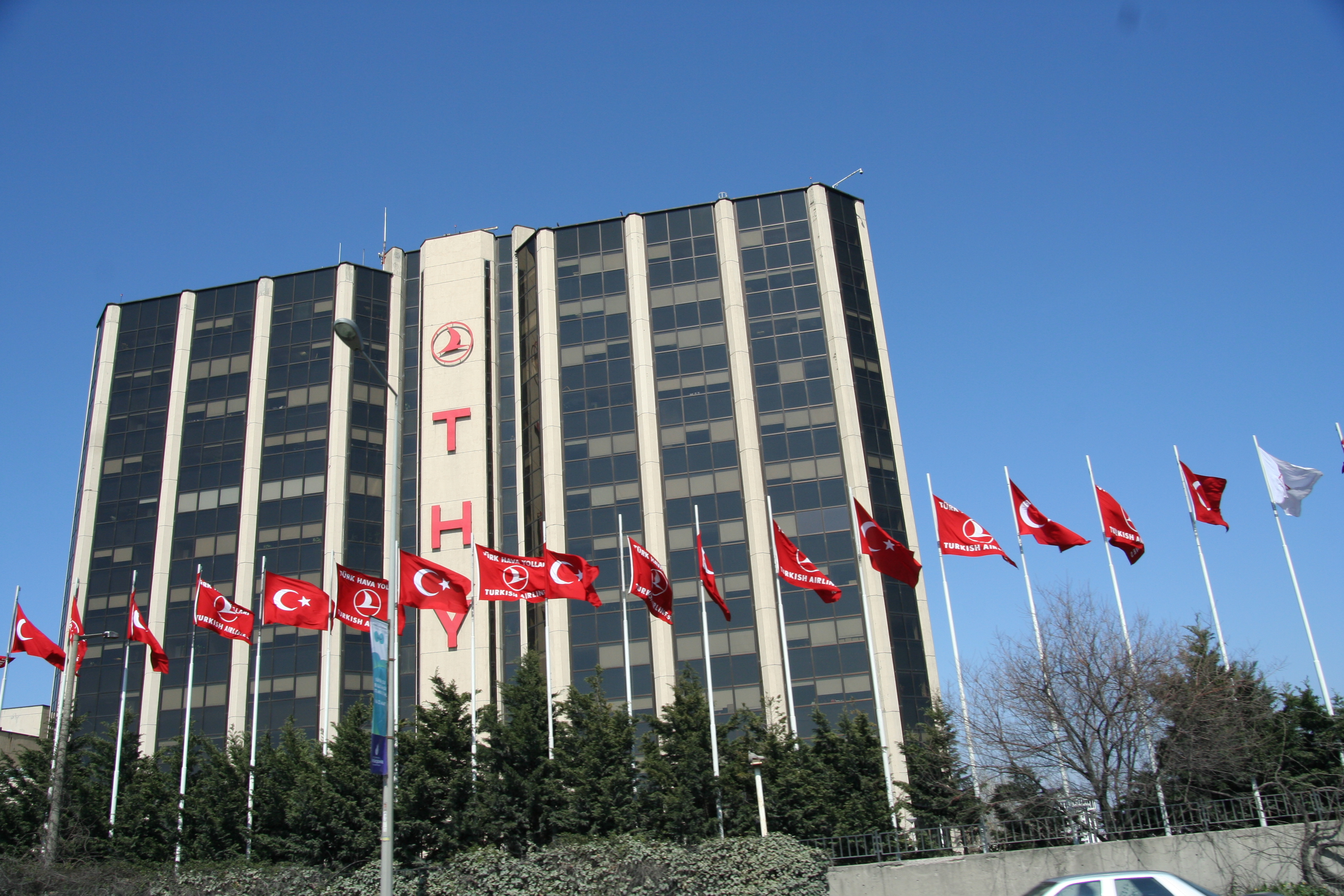
位於伊斯坦堡的土航總部大廈

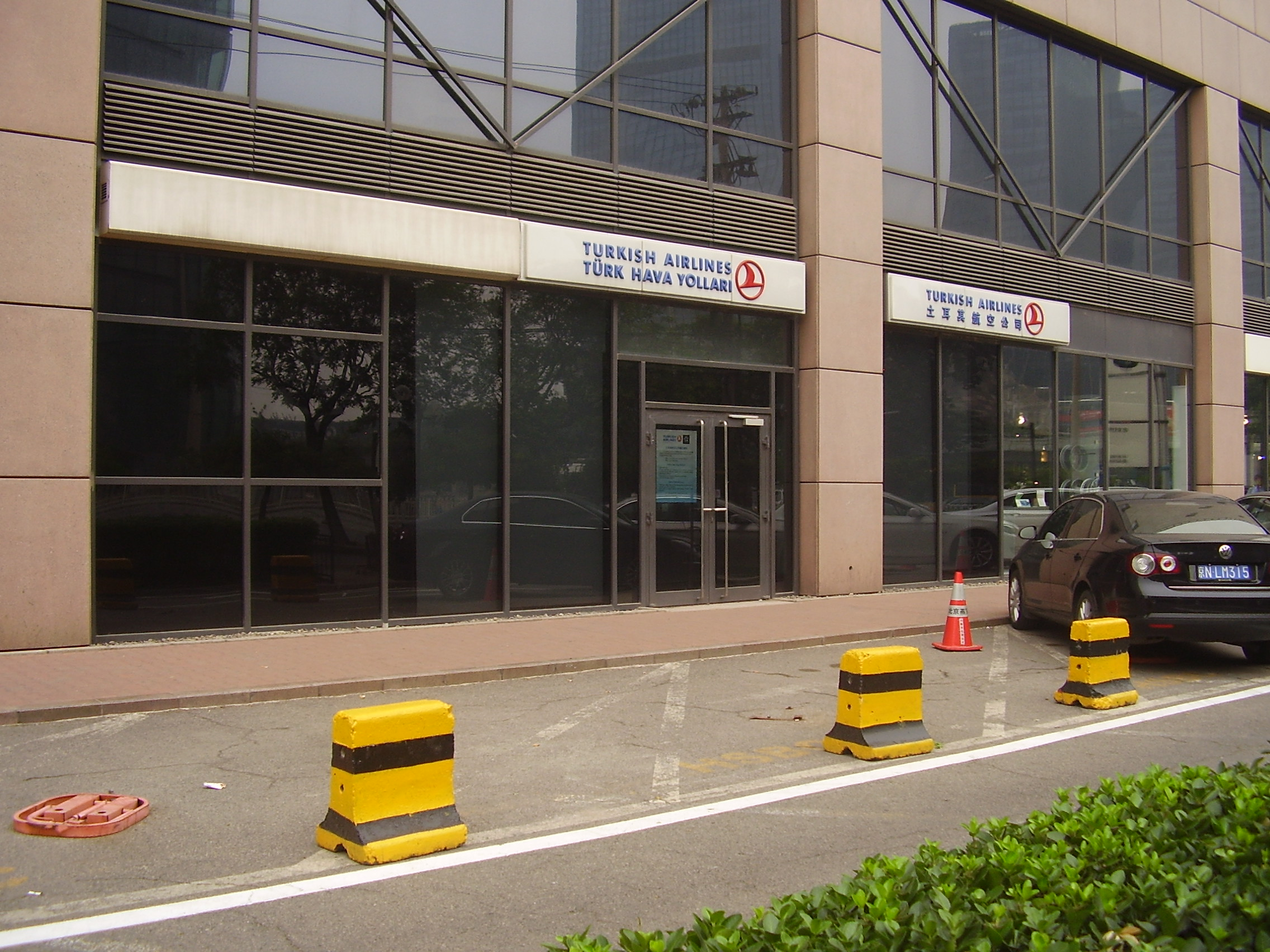
土耳其航空北京旧办事处，燕莎中心

土耳其航空於2012年至2019年使用的標識

土耳其航空（土耳其語：Türk Hava Yolları）是土耳其的國家航空公司，故中文一般简称土航。該航空公司現時是星空聯盟的成員之一。它在歐洲、亞洲、非洲和美洲地區飛航352個目的地，是全世界最多直飛航點的航空公司。自2012年以來服務131個國家的航線與業務，為全世界第一。而貨運方面，它擁有4架貨機，服務82個目的地。

## 歷史

### 早年
土耳其航空成立於1933年5月20日，以土耳其國家航空管理局（Devlet Hava Yolları）作為國防部的一個部門。最初的機隊包括兩架五座位柯蒂斯必勝鳥飛機、兩架四座位容克斯 F.13飛機和一架十座位圖波列夫ANT-9飛機 。1935年，這家航空公司被移交給公共工程部，更名為國家航空總局。三年後，在1938年，它成為了交通部的一部分。

### 戰後時期

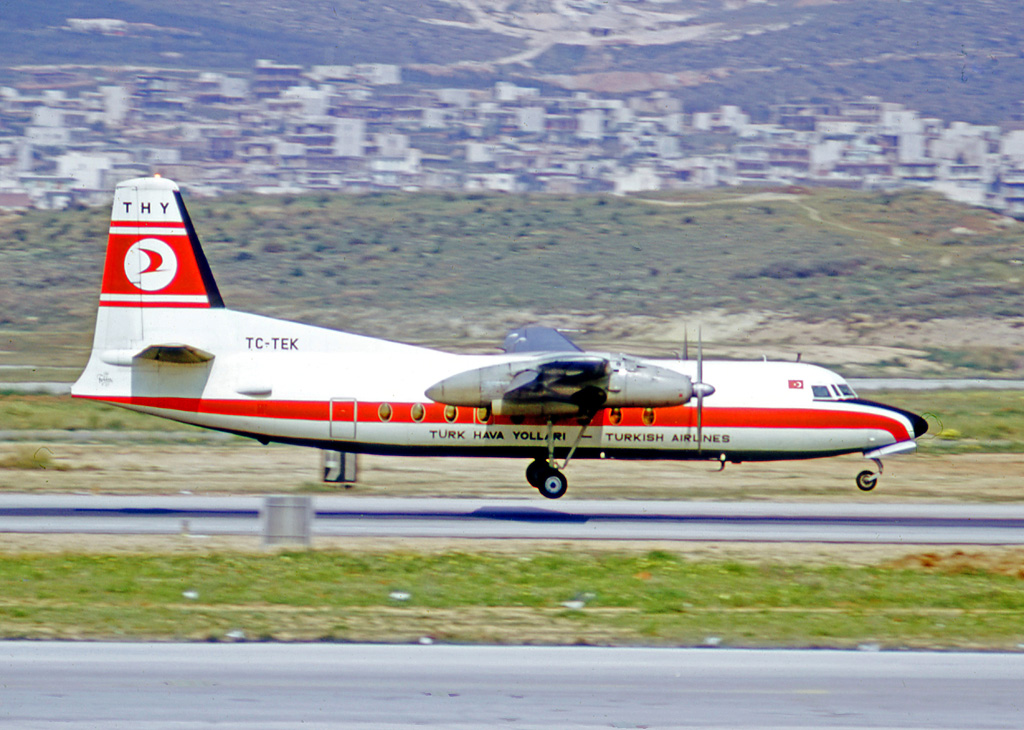
土航福克F27飛機降落雅典機場，1973年

土航最初被設置為國內航空公司，一些道格拉斯DC-3飛機和C-47運輸機於1945年投入機隊的服務行列，使其可以開始拓展飛航網絡。1947年該公司開通首條國際航線：安卡拉 - 伊斯坦堡 - 雅典。
尼科西亞、貝魯特和開羅很快加入到航空公司的國際航班目的地。然而，直到20世紀60年代初為止國內航線仍然是土耳其航空的主要焦點。
1956年，土耳其政府以（簡稱）的名義改組土航，資本額6000萬土耳其里拉。不久土航加入國際航空運輸協會（IATA）。1957年，英國海外航空（BOAC）收購6.5％的股份，其持有約20年的技術支持。
50年代末60年代初包括維克斯子爵、福克F27和道格拉斯DC-3等新飛機加入了機隊。土耳其航空開始經營自己的第一架噴氣式飛機，道格拉斯DC-9。

### 航點

地图土耳其航空公司的航班目的地

## 航點及代碼共享

### 代碼共享
土耳其航空與以下航空公司簽訂了代碼共享：
- 四川航空(3U)
- 靛藍航空 (6E)
- 愛琴海航空 (A3)
- 加拿大航空 (AC)
- 阿爾及利亞航空 (AH)
- 印度航空 (AI)
- 摩洛哥皇家航空 (AT)
- 哥倫比亞航空 (AV)
- 白俄羅斯航空 (B2)
- 捷藍航空 (B6)
- 汶萊皇家航空 (BI)
- 長榮航空 (BR)
- 中國國際航空 (CA)
- 巴拿馬航空 (CM)
- 埃塞俄比亞航空 (ET)
- 阿提哈德航空 (EY)
- 嘉魯達印尼航空 (GA)
- 海灣航空 (GF)
- 夏威夷航空 (HA)
- 烏茲別克斯坦航空 (HY)
- 伊朗航空 (IR)
- 阿塞拜疆航空 (J2)
- 阿斯塔納航空 (KC)
- 馬耳他航空 (KM)
- 盧森堡航空 (LG)
- LOT波蘭航空 (LO)
- 中東航空 (ME)
- 埃及航空 (MS)
- 全日空 (NH)
- 新西蘭航空 (NZ)
- 馬印航空 (OD)
- 克羅地亞航空 (OU)
- 韓亞航空 (OZ)
- 巴基斯坦國際航空 (PK)
- 菲律賓航空 (PR)
- 烏克蘭國際航空 (PS)
- 皇家約旦航空 (RJ)
- 北歐航空 (SK)
- 新加坡航空 (SQ)
- 納米比亞航空 (SW)
- 泰國國際航空 (TG)
- TAP葡萄牙航空 (TP)
- 聯合航空 (UA)
- 烏塔航空 (UT)
- 歐羅巴航空 (UX)
- 盧旺達航空 (WB)
- 阿曼航空 (WY)
- 香港航空 (HX)

## 常客飛行計劃
是土耳其航空的飛行常客獎勵計劃，於2000年離開享飛聯盟後成立。該計劃所賺取的里程數可以在土耳其航空航班使用，以及整個星空聯盟的航空網絡。獎勵計劃中「Classic Plus」等級會員相當於星空聯盟的銀卡會員，「Elite」和「Elite Plus」等級會員則相當於金卡會員。

## 贊助與促銷協議

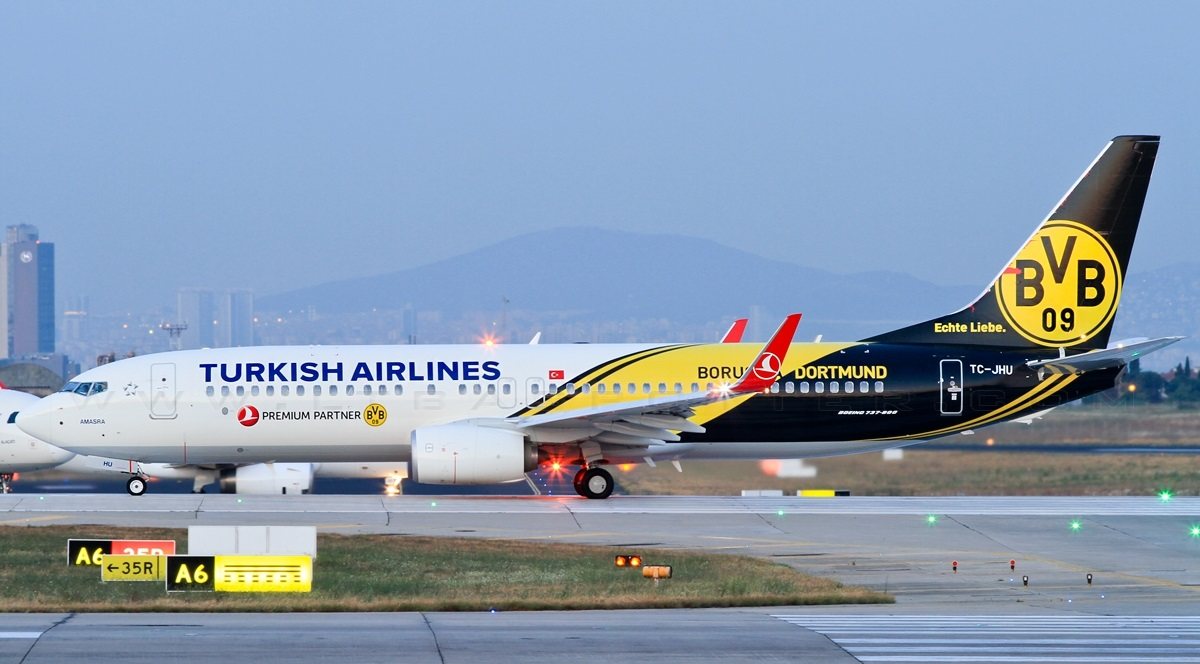
土耳其航空是德甲俱樂部多特蒙德的贊助商。

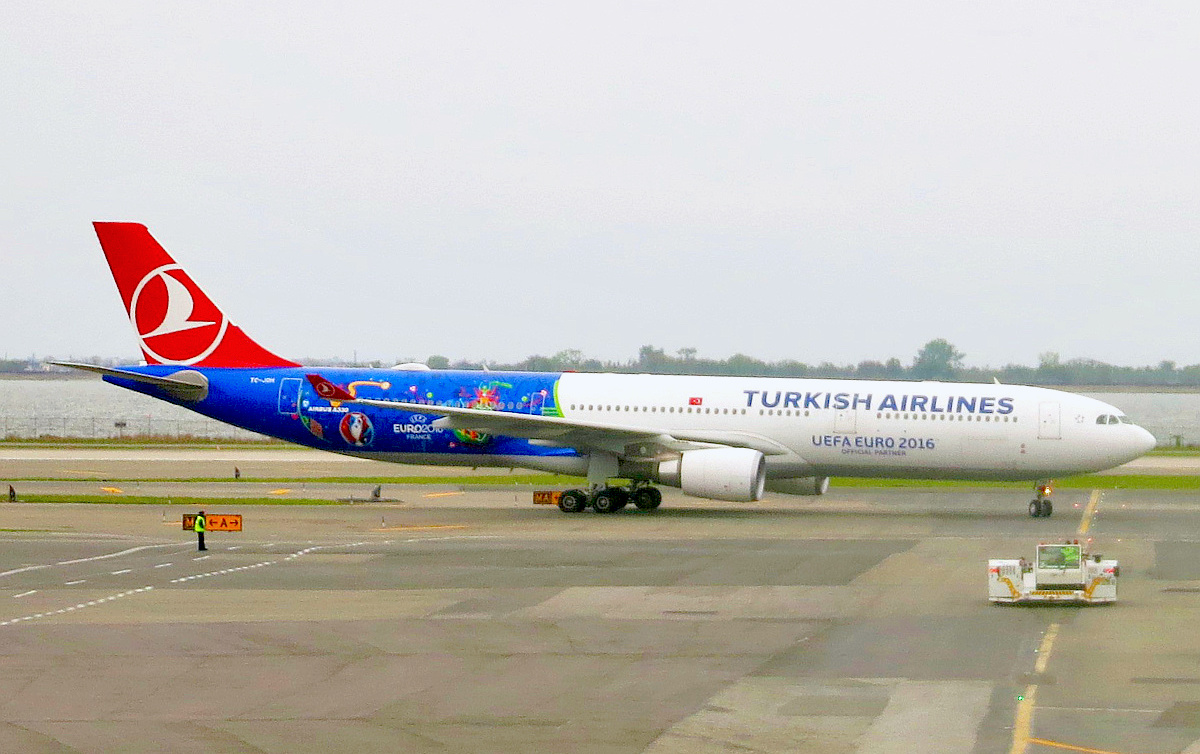
土耳其航空歐洲國家杯塗裝

土耳其航空被數個歐洲知名足球俱樂部選為專用航空，比如巴塞隆納、多特蒙德、加拉塔薩雷、馬賽、阿斯頓維拉等等。
它還與著名的運動員和演員合作，包括贊助或邀請為其拍攝廣告，例如梅西、柯比·布萊恩、瓦芝妮雅琪、凱文·科斯納，魯尼和德羅巴。
此外，該公司自2010年起是歐洲籃球聯賽以及欧冠杯的主要贊助商和冠名者，並且是2010年世界籃球錦標賽的贊助商之一。
2013年10月22日，土耳其航空和歐洲聯賽簽署了一項協議延長他們現有的贊助合約五年直到2020年。
在2014年9月，它成為日本bJ聯盟的主要贊助商。
2015年12月10日，土耳其航空和歐洲足聯簽署了2016年歐洲足球錦標賽的贊助協議，成為第一個贊助歐洲足球錦標賽的航空公司。
在2016年1月29日，宣布贊助合作夥伴華納兄弟公司的電影蝙蝠俠對超人：正義曙光。在電影中，一個關鍵的場景展現乘坐波音777土耳其航空的飛機。

## 機隊

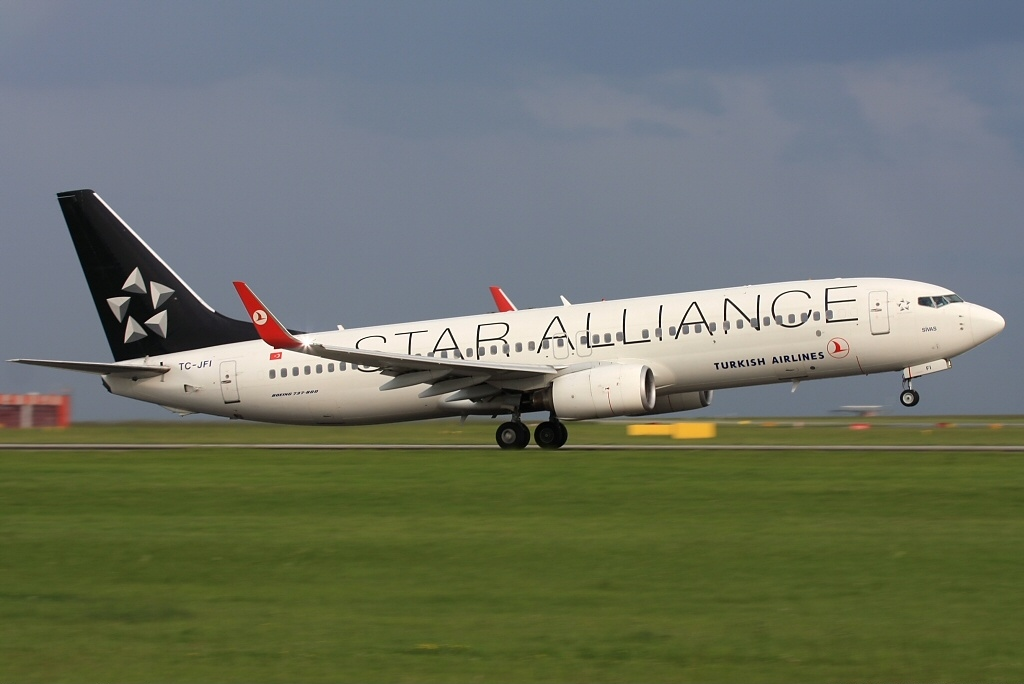
土航波音737-800披上星空聯盟塗裝

土航空中巴士A321neo

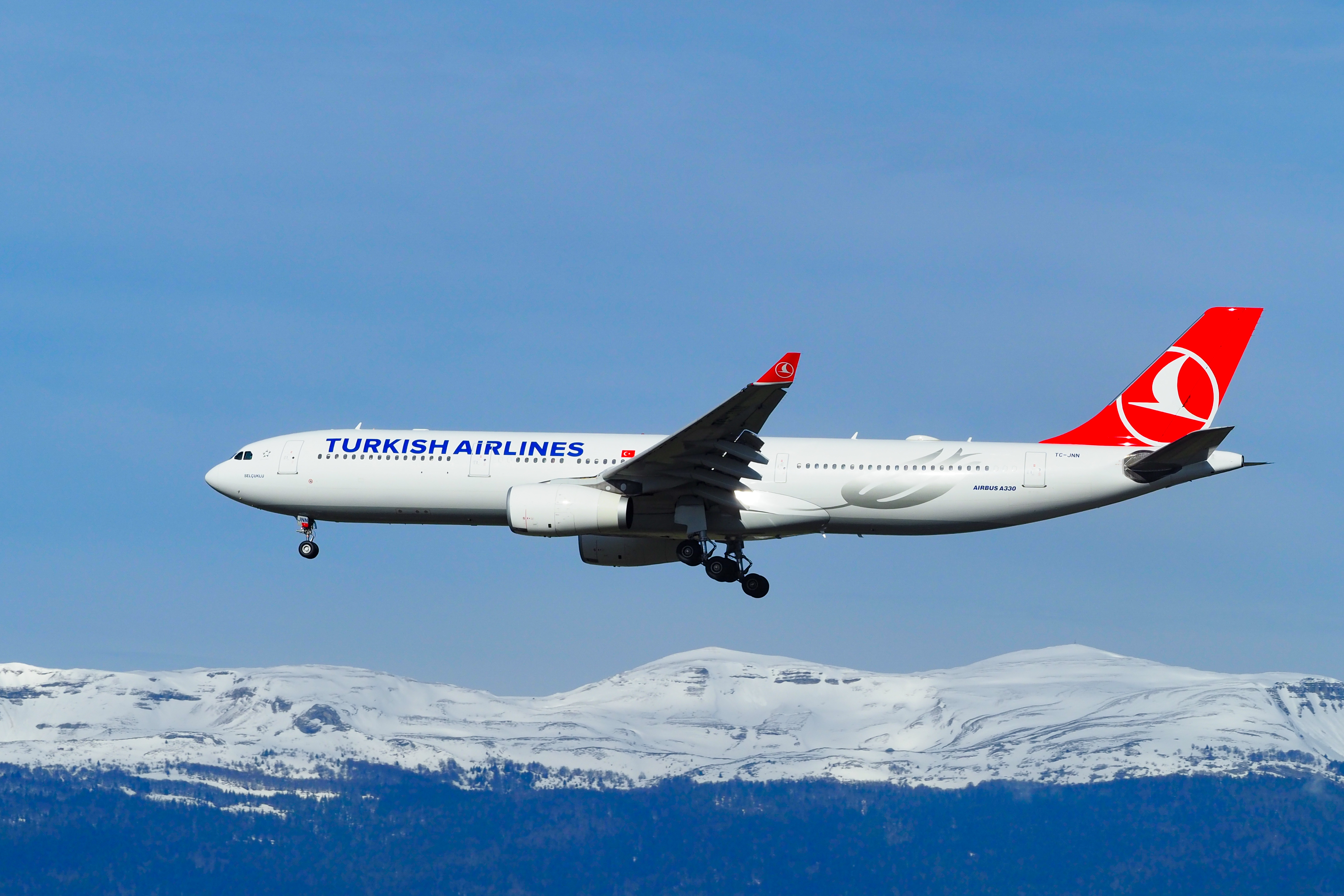
土航的空中巴士A330-300

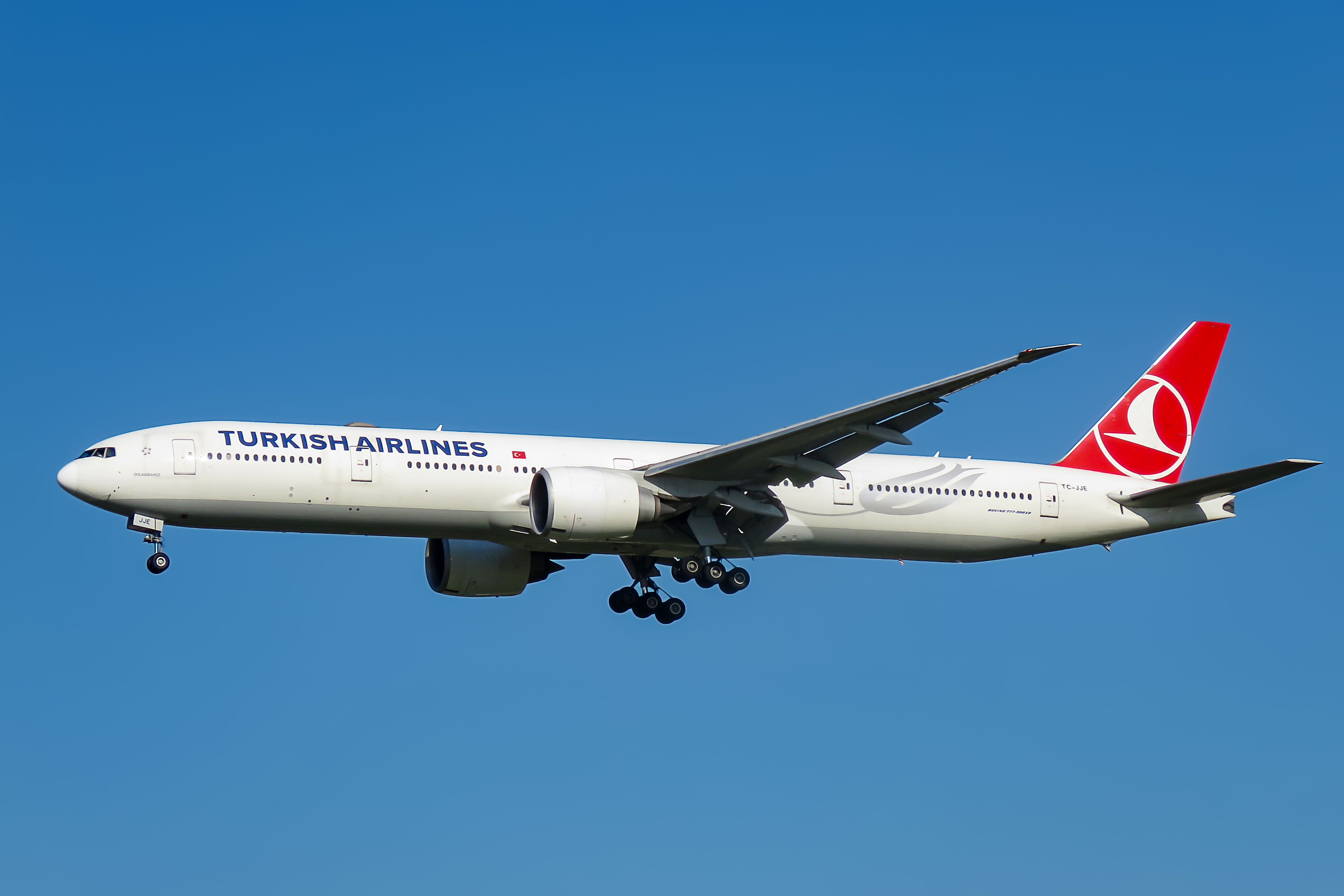
土航的波音777-300ER即將降落於北京首都國際機場

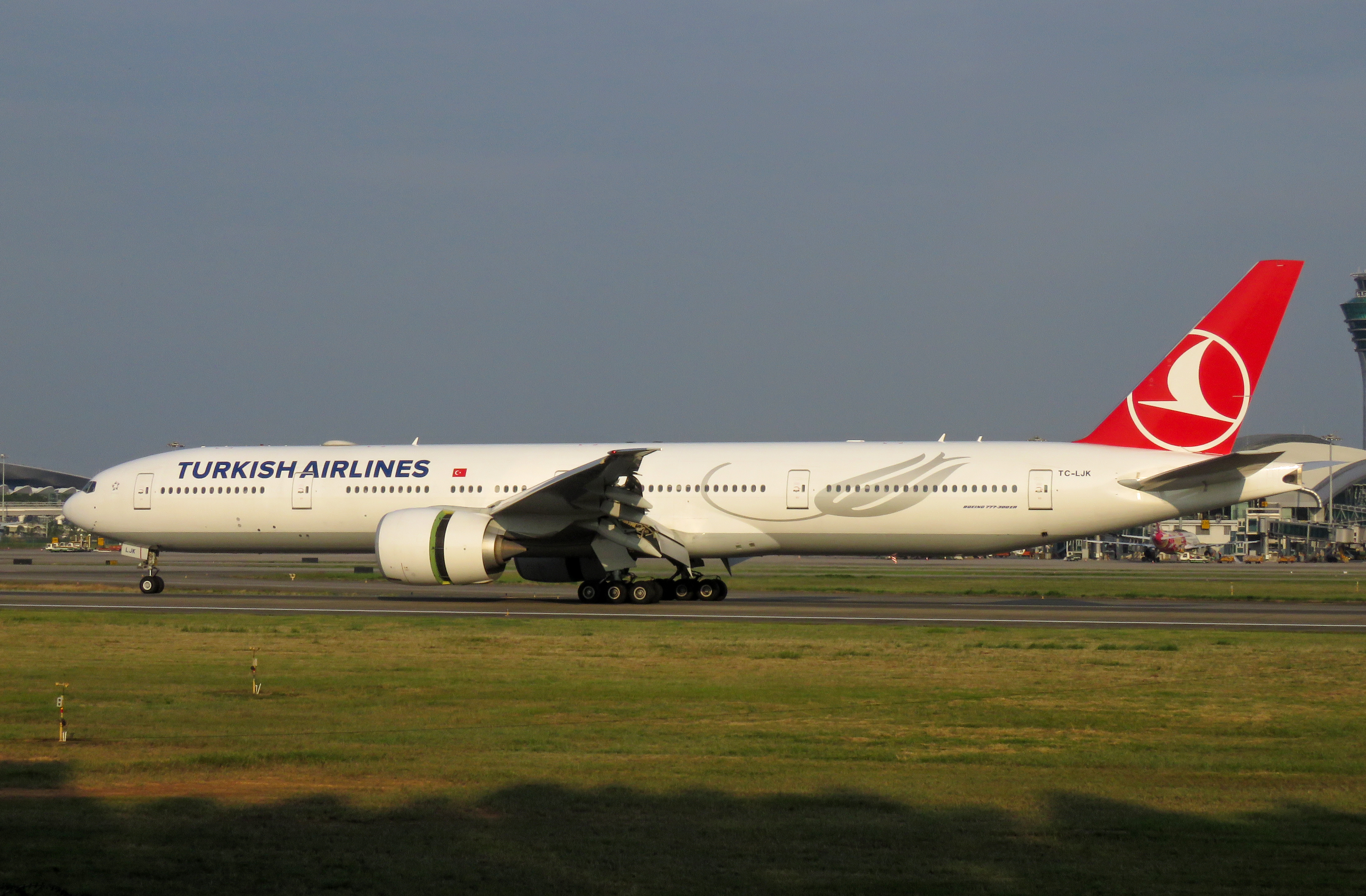
土航的波音777-300ER在广州白云国际机场滑行（剛降落、開啟引擎反推裝置）

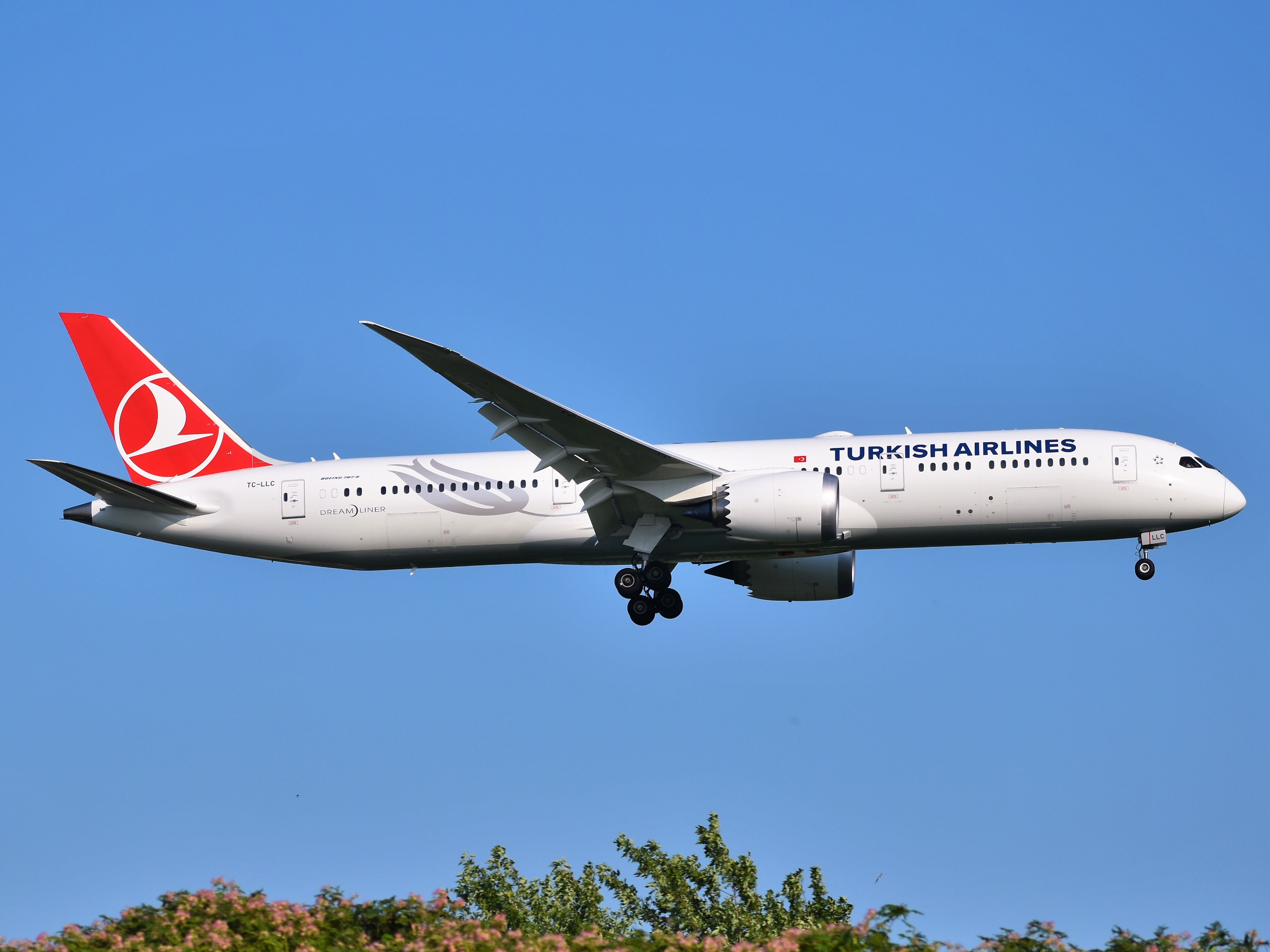
土航的波音787-9正在降落於紐約甘迺迪國際機場

截至2023年2月，土耳其航空機隊如下：

## 意外及事故
- 1974年3月3日，土耳其航空981號班機空難
- 1999年4月7日，土耳其航空5904號班機空難
- 2009年2月25日，土耳其航空1951號班機空難
- 2017年1月16日，土耳其航空6491號班機空難
- 2024年10月9日，土耳其航空204号班机事故

## 獎項

### Skytrax 評估
- 2012年：全球最佳航空公司第7位
- 2013年：全球最佳航空公司第9位
- 2014年：全球最佳航空公司第5位
- 2015年：全球最佳航空公司第4位
- 2011年－2016年：歐洲最佳航空公司第1位（連續六年）

## 外部連結
- 土耳其航空（页面存档备份，存于）（土耳其文）（英文）（德文）（西班牙文）（俄文）（法文）（葡萄牙文）（简体中文）（意大利文）（日語）
- 土耳其航空維修中心（土耳其文）（英文）
- 土耳其航空機齡（页面存档备份，存于）
- 土耳其航空的X（前Twitter）
- 土耳其航空的Facebook專頁
- 土耳其航空的Instagram帳戶